# Récepteur de la prégnane X

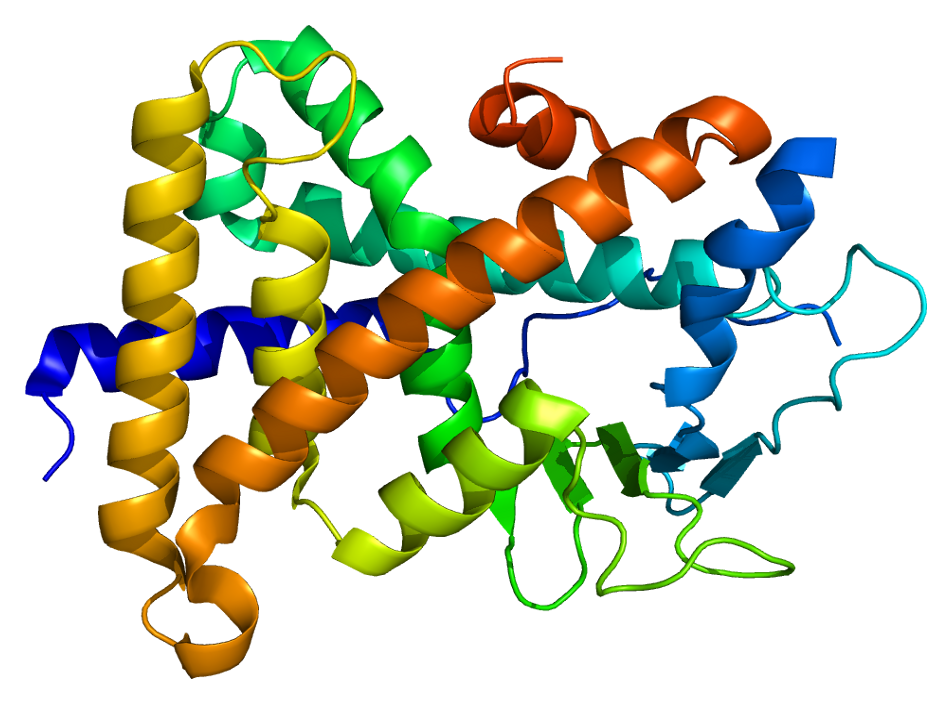
Structure de la protéine.

Le récepteur de la prégnane X ou pregnane X receptor (PXR), également connu sous le nom de steroid and xenobiotic sensing nuclear receptor (ou SXR), est une protéine de la superfamille des récepteurs nucléaires, famille des récepteurs orphelins. Son rôle est associé à l'expression des gènes impliqués dans les phénomènes de détoxication cellulaire, dont notamment celui du cytochrome P450.